# Elaphognathia bacescoi
Elaphognathia bacescoi är en kräftdjursart som först beskrevs av Oleg Grigor'evich Kussakin 1969.  Elaphognathia bacescoi ingår i släktet Elaphognathia och familjen Gnathiidae. Inga underarter finns listade i Catalogue of Life.